# Myxininae
A subfamília myxininae diferente de eptatretinae possui apenas um par de brânquias.